# Hrustančnice
Hrustančnice (znanstveno ime - Chondrichthyes) so skupina rib za katere je značilno, da je njihov notranji skelet iz hrustanca.

## Zgradba telesa
Hrustančnice imajo skelet iz hrustanca, utrjenega z apnencem. Že na videz jih lahko ločimo od kostnic, saj nimajo škržnega poklopca. Prepoznamo jih lahko tudi po vidnih škržnih režah. Imajo zobčaste luske. Usta imajo na spodnji strani rilčasto podaljšanega gobca. Repna plavut je pri večini nesimetrična.
Najbolj znan predstavnik hrustančnic je morski pes in tudi zgradba telesa je pri njem zelo izrazita.

## Notranji organi
Notranji organi pri hrustančnicah so srce, želodec, požiralnik, žrelo, jetra, črevo, hrbtenjača v hrbtenici, škržni lok in možgani. So tudi tri posebnosti: 
1. stok – to je odprtina za izločanje blata,seča ter semenčic ali iker.
2. zavitnica v črevesu – spiralno zavita guba, zaradi katere je notranja črevesna površina povečana in riba zato iz prebavljene hrane laže dobi hranilne snovi.
3. hrustančnice so brez ribjega mehurja, ki pa je za ostale ribe značilen. Ker ga nimajo, morajo biti stalno v gibanju, sicer potonejo. Izjema je morski pes, ki ima okoli jeter veliko masti, ki je lažja od vode in mu pomaga držati se na površju.

## Življenjsko okolje in prilagoditve
Večina hrustančnic živi v morju. Ribe na splošno, in s tem tudi hrustančnice imajo dokaj dobro razvita čutila. Uho je le notranje, oko pa je prilagojeno na gledanje od blizu. Ker živijo v vodi, imajo plavuti, da si z njimi pomagajo pri premikanju skozi vodo. Imajo tudi posebno čutilo - pobočnico, vidno kot črto na ribinem boku, s katero zaznavajo premikanje vode.

## Prehranjevanje
Hrustančnice so večinoma mesojede ribe, ki se hranijo predvsem z manjšimi ribami, nevretenčarji, če pa imajo priložnost, pa tudi z manjšimi morskimi sesalci. Pogosto se hranijo tudi z ostanki mrtvih živali, izključno mrhovinarskih pa je le nekaj vrst. Poznamo tudi izjeme, ki se hranijo s planktonom in mikroskopsko majhnimi rastlinami.

## Razmnoževanje
Hrustančnice se razmnožujejo spolno, in sicer z notranjo oploditvijo. Po oploditvi se mladič izvali na enega izmed treh načinov:
1. samice nekaterih vrst odložijo jajčeca v usnjatih ovojih;
2. pri drugih vrstah se jajčeca izvalijo v materinem telesu in pozneje se rodijo živi mladiči;
3. pri preostalih vrstah se mladiči razvijajo v tkivu, podobno posteljici sesalcev, prek katerega dobivajo od matere hranila.

## Sistematika
- Podrazred morske podgane ali himere (Holocephalii)
  - morske podgane (Callorhinchidae)
  - kratkonose morske podgane (Chimaeridae)
  - dolgonose morske podgane (Rhinochimaeridae)
- Podrazred morski psi in skati (Elasmobranchii)
  - Neoselachii
    - Nadred pravi morski psi (Galeomorphii)
      - Red bikastoglavi morski psi (Heterodontiformes)
        - bikastoglavi morski psi (Heterodontidae)

      - Red ploščati morski psi (Orectolobiformes)
        - slepi morski psi (Brachaeluridae)
        - brkati morski psi (Ginglymostomatidae)
        - Hemiscyllidae
        - Orectolobidae
        - Parascyllidae
        - kitovci (Rhincodontidae)
        - Stegostomatidae

      - Red morski volkovi (Lamniformes)
        - morske lisice (Alopiidae)
        - morski psi orjaki (Cetorhinidae)
        - morski volkovi (Lamnidae)
        - velikousti morski psi (Megachasmidae)
        - morski psi škrati (Mitsukurinidae)
        - morski volovi (Odontaspididae)
        - Pseudocarchariidae

      - Red pravi morski psi (Carcharhiniformes)
        - morski tigri ali pravi morski psi (Carcharhinidae)
        - velikooki morski psi (Hemigaleidae
        - Leptochariidae
        - Proscylliidae
        - neprave morske mačke (Pseudotriakidae)
        - morske mačke (Scyliorhinidae)
        - kladvenice (Sphyrnidae)
        - navadni morski psi (Triakidae)

    - Nadred Squalea
      - Red šesteroškrgarji (Hexanchiformes)
        - ovratničarski šesteroškrgarji (Chlamydoselachidae)
        - kravji morski psi (Hexanchidae)

      - Red trneži (Squaliformes)
        - Centrophoridae
        - spalci (Dalatiidae)
        - Echinorhinidae
        - raskavi morski psi (Oxynotidae)
        - trneži (Squalidae)

    - Nadred Hypnosqualea
      - Red sklati (Squatiniformes)
        - sklati (Squatinidae)

      - Red žagarice (Pristiophoriformes)
        - žagarice (Pristiophoridae)

    - Nadred skati (Batoidea)
      - Red pilarji (Pristiformes)
        - pilarji (Pristidae)

      - Red morski golobi (Myliobatiformes)
        - metuljasti skati (Gymnuridae)
        - Hexatrygonidae
        - morski golobi (Myliobatidae)
        - globokomorski skati (Plesiobatidae)
        - sladkovodni ali rečni biči (Potamotrygonidae)
        - Urolophidae
        - Urotrygonidae
        - morski biči (Dasyatidae)
        - Platyrhinidae
        - Zanobatidae

      - Red raže (Rajiformes) 
        - raže (Rajidae)
        - Rhinidae
        - goslaši (Rhinobatidae)
        - Rhynchobatidae

      - Red električni skati ali tršnjaki (Torpediniformes)
        - Narcinidae
        - električni skati (Torpedinidae)